# Куцев, Сергей Иванович
Серге́й Ива́нович Ку́цев (род. 25 августа 1965) — российский генетик. Доктор медицинских наук, профессор, академик РАН (2022). Директор Медико-генетического научного центра имени академика Н. П. Бочкова (МГНЦ, Москва), главный внештатный специалист МЗ РФ по медицинской генетике.

## Биография
Окончил лечебно-профилактический факультет по специальности «лечебное дело» Ростовского медицинского института (1988). В 1991 году окончил аспирантуру, работал ассистентом, затем доцентом кафедры гистологии, эмбриологии и цитологии.
В 1993 году защитил кандидатскую диссертацию «Эмбриональный и постэмбриональный гистогенез проводящей системы сердца птиц» (научный руководитель П. А. Хлопонин), а в 2009 году — докторскую диссертацию «Генетический мониторинг таргетной терапии хронического миелоидного лейкоза», — в диссертационном совете при МГНЦ РАМН.
C 2003 года доцент, затем профессор курса генетики и лабораторной генетики ФПК РостГМУ.
В 2011 году стал заведующим лабораторией мутагенеза МГНЦ РАМН, с 2012 года стал также заместителем директора по научной работе МГНЦ, с 2015 года — директор Медико-генетического научного центра имени академика Н. П. Бочкова (ФГБНУ «МГНЦ»).
В 2011—2013 гг. возглавлял кафедру морфологии МБФ Российского национального исследовательского медицинского университета им. Н. И. Пирогова.
С 2013 по 2018 гг. возглавлял кафедру молекулярной и клеточной генетики в РНИМУ им. Пирогова.
С мая 2022 года — заместитель председателя Высшей Аттестационной комиссии при Минобрнауки РФ.
Член Президиума правления Российского общества медицинских генетиков, член European LeukemiaNet (ELN), член Европейского общества генетики человека (ESHG), член Европейской ассоциации гематологов (EHA). Исполнительный директор и член Российского экспертного совета по лечению хронического миелолейкоза.
Член редколлегии журнала «Медицинская генетика».
Председатель диссертационного совета по специальности «генетика» и член диссертационного совета по специальности «клеточная биология, цитология, гистология».
Главный внештатный специалист по медицинской генетике и председатель профильной комиссии по медицинской генетике Минздрава России, председатель Этического Комитета Минздрава России, член научно-практического совета Минздрава России, координационного совета по биоэтике при Минздраве России, заместитель председателя рабочей группы по орфанным заболеваниям комитета по здравоохранению Государственной Думы Федерального Собрания Российской Федерации, член экспертного совета Фонда поддержки детей с тяжёлыми жизнеугрожающими и хроническими заболеваниями, в том числе редкими (орфанными) заболеваниями, «Круг добра».
Президент Ассоциации медицинских генетиков России, член Президиума Правления Российского общества медицинских генетиков, член Президиума Центрального Совета Вавиловского общества генетиков и селекционеров, член Правления и координатор в Российской Федерации международного научного консорциума «Orphanet», член международного научного консорциума European LeukemiaNet.

## Награды и признание
Награждён
- грамотой Минздравсоцразвития России (2007);
- медалью «За вклад в реализацию государственной политики в области образования и научно-технологического развития» Минобрнауки России;
- дипломом и медалью имени С. Н. Давиденкова Российского общества медицинских генетиков (2010);
- золотой медалью имени С. Н. Давиденкова РАН (2020) — за цикл работ «Генетика орфанных болезней»;
- национальной премией Союза пациентов и пациентских организаций по редким заболеваниям «Синяя птица», Всероссийского союза пациентов «Серебряная линия»;
- знаком общественного признания «Жму руку» центра помощи пациентам «Геном» и АНО «Дом редких».,
- Орден Пирогова (5 февраля 2024 года) — за большой вклад в развитие отечественной науки, многолетнюю плодотворную деятельность и в связи с 300-летием со дня основания Российской академии наук[7].

## Научные труды
Автор более 370 научных работ в отечественных и зарубежных научных изданиях, из которых 114 — публикаций WoS, а также 5 патентов, 17 учебно-методических пособий и клинических рекомендаций. Индекс Хирша по WoS — 15, по Scopus — 15, по РИНЦ — 16.
Под руководством С. И. Куцева защищены 5 кандидатских и 2 докторские диссертации.